# Stepska lisica
Stepska lisica (lat. Vulpes corsac) - lisica koja živi u stepama Srednje Azije. Ugrožena je, jer je love zbog krzna.
Stepska lisica je srednja velika lisica. Tijelo s glavom ima dužinu od 45 do 65 cm, a rep je dug 19-35 cm. Odrasle jedinke imaju 1,6 - 3,2 kg. Ima sivo žućkasto krzno sa svjetlijim mrljama na ustima, bradi i vratu. Tijekom zime, dlaka postaje mnogo deblja i više svilenkaste teksture, te je slamnato-sive boje, s tamnijom linijom niz leđa.
U usporedbi s drugim lisicama, ima male zube i široku lubanju. Pandžama se može popeti na stablo. Ima istančana osjetila vida, sluha i mirisa. Niz mirisnih žlijezda proizvode opor miris, iako ne tako ekstremno kao kod nekih drugih lisica. Žlijezde se nalaze u analnoj regiji, iznad baze repa i na šapama i obrazima. 
Stepska lisica živi u stepama i polupustinjama središnje i sjeveroistočne Azije. Rasprostire su državama kao što su: Kazahstan, Uzbekistan, Turkmenistan, (sjeverna) Mongolija, Iran, Tadžikistan, Kirgistan, Afganistan i Kina te Rusija.
Postoje tri priznate podvrste: 
- Vulpes corsac corsac - sjeverni Kazahstan, južni Sibir
- V. c. kalmykorum - sjeverni Uzbekistan, Kavkaz
- V. c. turkmenicus - južni Uzbekistan, Turkmenistan, Kina, Mongolija, i susjedne regije